# Sialia
Sialia este un gen de păsări din familia Turdidae. Cuprinde trei specii de păsări albastre, păsări americane de un albastru strălucitor, al căror areal se întinde din Canada până în Honduras.

## Taxonomie și specii
Genul Sialia a fost introdus de naturalistul englez William John Swainson în 1827, specia tip fiind Sialia sialis. Un studiu filogenetic molecular bazat pe secvențe mitocondriale, publicat în 2005, a constatat că Sialia, Myadestes și Neocossyphus formează o cladă bazală în familia Turdidae. 

### Specii
Genul conține trei specii:
| Imagine | Denumire științifică | Nume comun | Distribuție |
| ------- | -------------------- | ---------- | --- |
|         | Sialia currucoides   |            | Vestul Americii de Nord |
|         | Sialia mexicana      |            | California, sudul Munților Stâncoși, Arizona și New Mexico în Statele Unite și până la sud de statele Oaxaca și Veracruz în Mexic |
|         | Sialia sialis        |            | Din partea central-estică a sudului Canadei până la statele americane din Golf și din sud-estul Arizonei până în Nicaragua        |